# Matylda Čiháková

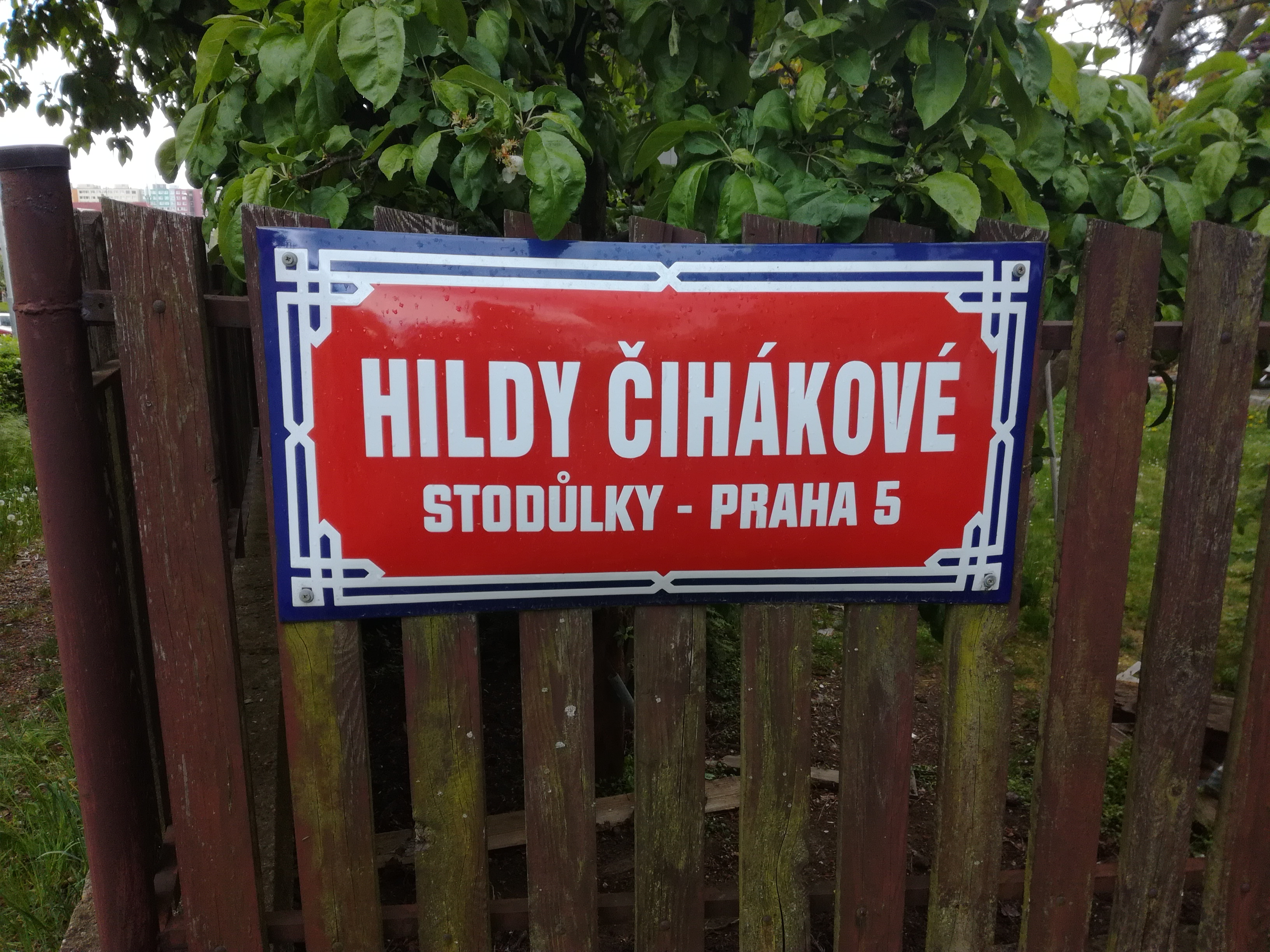
Uliční cedule se jménem Hildy Čihákové v pražských Stodůlkách. Foto Vladimír Štrupl.

Matylda Čiháková (9. prosince 1909 – 30. ledna 2007) též známá jako Hilda Čiháková-Hojerová, byla za nacistické okupace účastnicí odboje. Za účast v odboji obdržela v roce 1947 vyznamenání. V roce 1948 byla odsouzena na 25 let do vězení, vězněna byla 9 let jak sama vypověděla, později byla rehabilitována. V roce 2006 jí byl prezidentem republiky propůjčen Řád Tomáše Garrigua Masaryka za vynikající zásluhy o stát v oblasti rozvoje demokracie, humanity a lidských práv. Byla činná v organizacích příslušníků odboje.
Podle sdělení Ministerstva vnitra z ledna 2008 byla evidována jako agentka Státní bezpečnosti.
Urna s jejím popelem je uložena na hřbitově v Praze - Stodůlkách.
V Praze 13 po ní byla v roce 2008 pojmenována ulice.